# Зоряні молекули
Зоряні молекули — це молекули, які існують або утворюються в зорях. Це може відбуватися, коли температура достатньо низька для утворення молекул — зазвичай близько 6000 К або холодніше. За вищих температур зоряна речовина представлена атомами та іонами у формі газу або плазми.

## Зорі з молекулярними лініями
Спектри холодних зір включають смуги поглинання, характерні для молекул. Подібні смуги поглинання можна знайти при спостереженні сонячних плям, які є достатньо холодними, щоб забезпечити стійкість зоряних молекул. Молекули, знайдені на Сонці, включають MgH, CaH, FeH, CrH, NaH, OH, SiH, VO і TiO. Інші включають CN, CH, MgF, NH, C2, SrF, ZrO, YO, ScO та BH.
Зорі більшості спектральних класів можуть містити молекули, навіть зорі класу А категорії Ap. Лише в найгарячіших зорях спектральних класів O, B та A не вдалося виявити жодних молекул. Багаті вуглецем білі карлики, навіть якщо вони дуже гарячі, мають спектральні лінії C2 і CH.

## Лабораторні вимірювання
В лабораторіях проводяться вимірювання простих молекул, які можуть бути знайдені в зорях, і визначаються довжини хвиль їхніх спектральних ліній. Також важливо виміряти енергію дисоціації та силу осцилятора (наскільки сильно молекула взаємодіє з електромагнітним випромінюванням). Результати цих вимірювань використовують для обчислень спектру за різних умов тиску та температури. Проте лабораторні умови часто відрізняються від умов у зорях: в лабораторіях важко досягти зоряних температур і локальної теплової рівноваги. Вимірювання сили осцилятора та енергії дисоціації часто лише приблизні.

## Застосування для дослідження зір
Молекули в зорях можна використовувати для визначення деяких характеристик зір. Ізотопний склад можна визначити, оскільки різні маси ізотопів спричиняють суттєву різницю частот коливальних і обертальних ліній. Температуру можна визначити, бо вона впливає на кількість молекул у різних вібраційних і обертальних станах. Деякі молекули чутливі до співвідношення елементів і тому вказують на елементний склад зорі. Для різних типів зір характерні різні молекули, які використовуються для їх класифікації. Спостерігаючи багато спектральних ліній різної потужності, можна визначити умови на різних глибинах зорі. Ці умови включають температуру та швидкість руху до або від спостерігача.

## Виявлення
В атмосферах зір були виявлені такі молекули:
| Формула | Назва               |
| ------- | ------------------- |
| AlH     | Моногідрид алюмінію |
| AlO     | Моноксид алюмінію   |
| C2      | Дикарбон            |
| CH      | Метилідин радикал   |
| CN      | Ціанід              |
| CO      | Моноксид вуглецю    |
| CaCl    | Хлорид кальцію      |
| CaH     | Моногідрид кальцію  |
| CeH     | Моногідрид церію    |
| CeO     | Моноксид церію      |
| CoH     | Гідрид кобальту     |
| CrH     | Гідрид хрому        |
| CuH     | Гідрид міді         |
| FeH     | Гідрид заліза       |
| HCl     | Хлороводень         |
| HF      | Фтороводень         |
| H2      | Молекулярний водень |
| LaO     | Оксид лантану       |
| MgH     | Моногідрид магнію   |
| MgO     | Оксид магнію        |
| NH      | Імідоген            |
| NiH     | Гідрид нікелю       |
| OH      | Гідроксил           |
| ScO     | Оксид скандію       |
| SiH     | Силілідин           |
| SiO     | Моноксид кремнію    |
| TiO     | Оксид титану        |
| VO      | Оксид ванадію       |
| YO      | Оксид ітрію         |
| ZnH     | Гідрид цинку        |
| ZrO     | Оксид цирконію      |

| Формула | Назва             |
| ------- | ----------------- |
| C3      | Трикарбон         |
| HCN     | Ціаністий водень  |
| C2H     | Етиніл радикал    |
| CO2     | Діоксид вуглецю   |
| SiC2    | Дикарбід кремнію  |
| CaNC    | Ізоціанід кальцію |
| CaOH    | Гідроксид калію   |
| H2O     | Вода              |

| Формула | Назва    |
| ------- | -------- |
| C2H2    | Ацетилен |

| Формула | Назва |
| ------- | ----- |
| CH4     | Метан |